# Мастер (филм)
Мастер (енгл. The Master) америчка је психолошка драма из 2012. режисера, сценаристе и продуцента Пола Томаса Андерсона у којој главне улоге тумаче Хоакин Финикс, Филип Симор Хофман и Ејми Адамс.
Радња прати психички уздрманог ратног ветерана Фредија Квела, који након страхота које је доживео током Другог светског рата покушава да се уклопи у послератно друштво и настави са својим животом. Пошто упозна Ланкастера Дода, вођу мистериозног култа „Сврха“, Квел постаје присталица овог покрета и они заједно крећу на пут ка истоку Сједињених Америчких Држава са циљем да шире своја религијска уверења.
Филм је делимично инспирисан животом оснивача сајентологије Л. Рона Хабарда, као и раним нацртима Андерсоновог претходног филма Биће крви, причама Џејсона Робардса о алкохолизму морнара током рата и животном причом нобеловца Џона Стајнбека.
Упркос слабој заради на биоскопским благајнама, Мастер је наишао на позитивне реакције критичара и нашао се на бројним листама најбољих филмова 2012. Премијерно је приказан на Филмском фестивалу у Венецији, где је освојио награду FIPRESCI за најбољи филм. Освојио је бројна друга престижна признања, а Финикс, Хофман и Адамсова су за своје изведбе номиновани за награде Оскар, БАФТА и Златни глобус.

## Улоге
| Глумац              | Улога         |
| ------------------- | ------------- |
| Хоакин Финикс       | Фреди Квел    |
| Филип Симор Хофман  | Ланкастер Дод |
| Ејми Адамс          | Пеги Дод      |
| Амбер Чилдерс       | Елизабет Дод  |
| Џеси Племонс        | Вал Дод       |
| Рами Малек          | Кларк         |
| Лора Дерн           | Хелен Саливан |
| Кристофер Еван Велч | Џон Мор       |
| Мадисен Бити        | Дорис Солстад |